# Qadariyya
 (décembre 2020).
Ne doit pas être confondu avec Qadiriyya.
Qadariyya (ou Qadariyah, Kadariyya, etc., ainsi que Qadarites ou Kadarites) est un terme originellement péjoratif désignant les premiers théologiens islamiques qui affirmaient que les humains possédaient le libre arbitre, ce qui justifiait le châtiment divin et exonérait Dieu de toute responsabilité du mal dans le monde..
Le terme dérive de l'arabe قدر (qadar), « pouvoir ». Certaines doctrines qadarites ont ensuite été adoptées par les mu'tazilis mais rejetées par les Ash'aris.
La Qadariya fut l'une des premières écoles philosophiques de l'islam. Le document le plus ancien associé au mouvement est la Risala de Hasan al-Basri, composée entre 75/694 et 80/699, bien que les débats sur le libre arbitre dans l’islam soient probablement antérieurs à ce texte.
Le premier à parler de fatalisme est Ma'bad al-Juhani à la fin de l'époque des Sahaba, suivi de Ghaïlan al-Dimashqi.

## Voir Aussi
- Ma'bad al-Juhani
- Ghaïlan de Damas